# Kościół Przemienienia Pańskiego w Bysławiu
Kościół Przemienienia Pańskiego w Bysławiu – rzymskokatolicki kościół parafialny należący do parafii pod tym samym wezwaniem (dekanat lubiewski diecezji pelplińskiej).
Jest to świątynia wzniesiona w latach 1886-88 według projektu nieznanego architekta w stylu neogotyckim. Pod koniec XIX stulecia kościół otrzymał jednolite wyposażenie w stylu neogotyckim z częścią rzeźb. Około 1900 roku polichromia wnętrza została wykonana przez Antoniego Piotrowicza z Chełmna. Na wieży budowli został zamontowany zegar Vortmana oraz na chórze muzycznym zostały zamontowane organy. Świątynia została gruntownie odnowiona w 1908 roku.
W latach 1989–90 rozpoczęto kapitalny remont kościoła. Dach nad nawą i prezbiterium został uszczelniony i pokryty został dachówką ceramiczną. Prace we wnętrzu świątyni rozpoczęto w 1994 roku od przebadania substancji zabytkowej murów, polichromii na ścianach a także ołtarzy. Pod opieką władz konserwatorskich została podjęta decyzja o wykonaniu nowych ołtarzy. Założona została nowa posadzka w nawie głównej i dostosowana została kolorystycznie do polichromii. Usunięta została warstwa farby emulsyjnej, która zasłaniała malowidła z 1900 roku. Ubytki zostały uzupełnione nowym tynkiem. Kruchta od strony północnej otrzymała nową zaprawę. W kruchcie została założona posadzka i urządzona została kaplica z ołtarzykiem i kopią obrazu Matki Bożej Nieustającej Pomocy. W 1995 roku został usunięty ołtarz główny i przekazany konserwatorom. W tym okresie zostało złożone zamówienie na wykonanie mensy ołtarzowej z piaskowca. Założone zostało nowe oświetlenie. Rozpoczęto rekonstrukcję malowideł w całym wnętrzu budowli. W prezbiterium, po zdemontowaniu starej posadzki, została założona nowa. W październiku 1995 roku kościół otrzymał nową mensę ołtarzową. Na początku listopada 1995 roku prace przy głównym ołtarzu ukończono.